# Arquitetura Batak

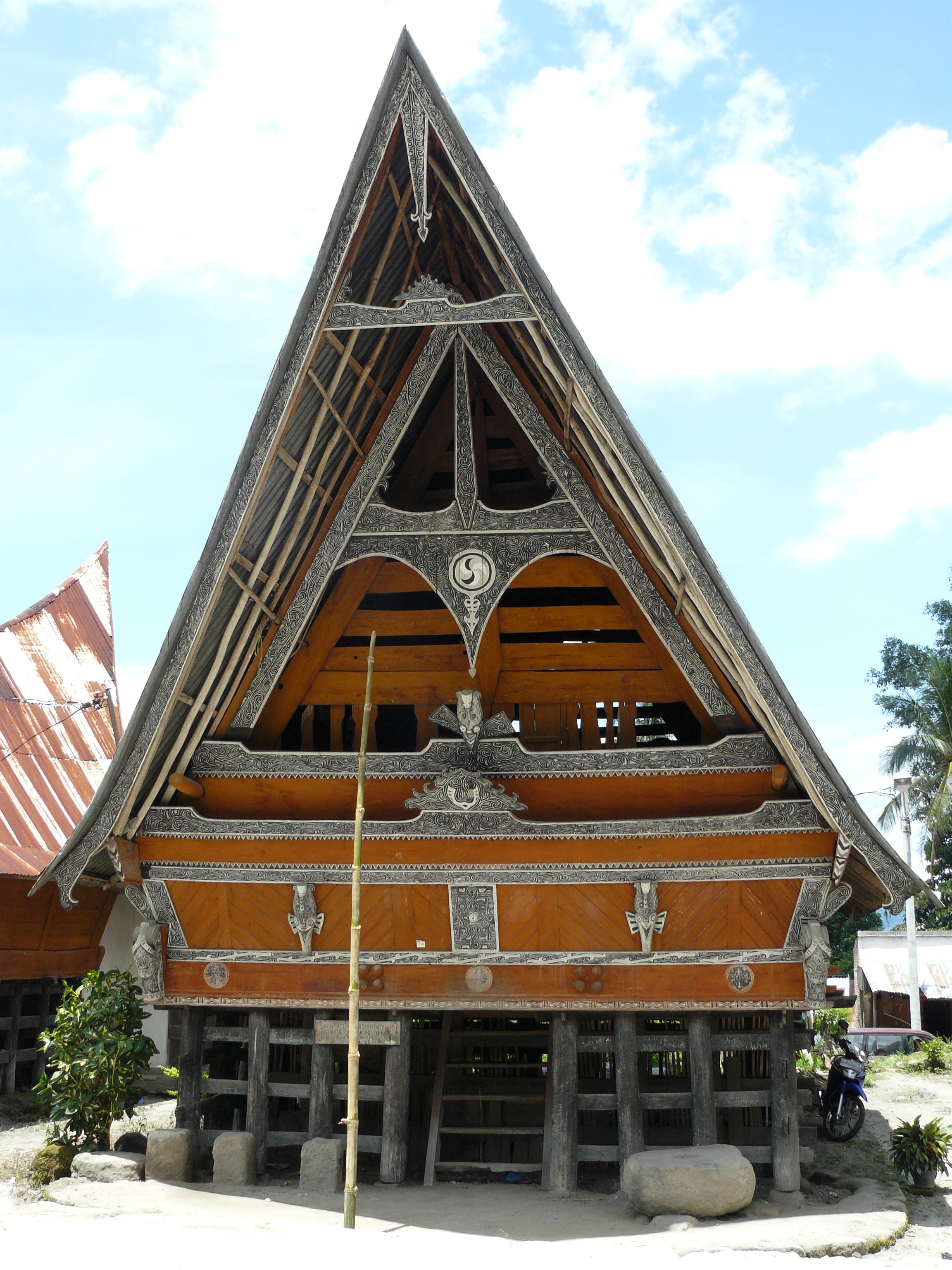
Um jabu — casa do povo Toba Batak.

A arquitetura Batak refere-se às tradições arquitetônicas e desenhos dos vários
povos de Batak de Sumatra Setentrional, Indonésia. Há seis grupos de Batak que falam línguas separadas mas relacionadas: o Angkola, o Mandailing ao sul, o Toba, ao norte o Pakpak/Dairi, o Simalungun e o Karo. Enquanto os grupos são agora muçulmanos ou cristãos, os elementos da antiga religião Batak permanecem, particularmente entre os Karo.
O bale ("sala de reunião"), rumah ("casa"), e sopo ("celeiro de arroz") são os três principais tipos de construção comuns aos diferentes grupos de Batak. A rumah tem sido tradicionalmente uma grande casa na qual um grupo de famílias vive comunitariamente. Durante o dia, o interior é um espaço compartilhado e, à noite, cortinas de pano ou tecidos proporcionam privacidade às famílias. A maioria dos Batak vive em casas modernas e muitas casas tradicionais estão abandonadas ou em mau estado de conservação.
Os designs de arquitetura de vilas dos seis grupos de Batak também mostram diferenças significativas. As casas de Toba Batak, por exemplo, são em forma de barco, com gabletes primorosamente esculpidos e cumes ascendentes. As casas de Karo Batak se erguem em camadas. Ambos são construídos em pilhas e são derivados o antigo modelo Dong-Son.

## Vilas
Os Toba e os Karo Batak vivem em aldeias permanentes e cultivam arroz e legumes irrigados. Por outro lado, os Angkola, o Mandailing e o Pakpak praticavam a agricultura de corte e queima que exigia mudanças frequentes de localização e suas aldeias eram apenas semipermanentes.

## Arquitetura Toba
Batak Toba tinha centros de cultura no lago Toba e na ilha sagrada de Samosir que se encontra dentro dele. Jabu é a palavra da língua toba para rumah adat. As casas são compostas de três seções. Uma subestrutura de grandes pilares de madeira apoiada em pedras planas (ou concreto hoje em dia) protege a estrutura da umidade ascendente. Alguns desses pilares suportam vigas longitudinais conhecidas como labe-labe, que percorrem toda a extensão da casa na altura da cabeça para transportar o telhado maciço. Outros pilares carregam duas grandes vigas com cabeças de singa esculpidas que, com duas vigas laterais encaixadas nelas, formam uma grande viga anelar que sustenta a pequena área de estar. A subestrutura é reforçada por vigas enterradas nas estacas que dobram como tendas noturnas para o gado. As paredes são leves e inclinadas para fora e fornecem estabilidade adicional à estrutura. A parede e a placa de parede que sustentam as vigas pendem o labe-labe com cordão de rattan, enquanto a base da parede fica no feixe de luz. As vigas nascem da placa de parede e são inclinadas para fora, produzindo a curva do telhado. Em vez de travessas horizontais, os laços diagonais - do meio do labe-labe às extremidades do frontão — fornecem reforço.